# Ole Martin Årst
Ole Martin Årst (* 19. Juli 1974 in Bergen) ist ein ehemaliger norwegischer Fußballspieler.

## Karriere

### Verein
Årst spielte in der Saison 1994 für Skarp Tromsø in der 2. divisjon, der dritten norwegischen Liga. Zur Saison 1995 wechselte der 1,90 m große Stürmer in die Tippeligaen zu Tromsø IL. Sein Erstligadebüt gab er am 22. April 1995 gegen Ham-Kam. 1996 gewann er mit Tromsø den norwegischen Pokal. Im 2:1-Finalsieg gegen FK Bodø/Glimt erzielte er ein Tor.
1997 wechselte er nach Belgien zum RSC Anderlecht. In zwei Spielzeiten kam er auf 33 Spiele und erzielte dabei elf Tore. 1999 wechselte er innerhalb Belgiens zum KAA Gent. In seiner einzigen Saison für Gent wurde er mit 30 Toren Torschützenkönig der 1. Division. 2000 wechselte er erneut innerhalb Belgiens, diesmal zu Standard Lüttich. In drei Saisons absolvierte er 72 Spiele und erzielte dabei 41 Tore.
Nach sechs Jahren in Belgien wechselte Ole Martin Årst im Sommer 2003 zurück zu seinem Ex-Club Tromsø IL. Mit einem Tor zum 2:1-Sieg über Rosenborg BK feierte er in seinem ersten Spiel einen gelungenen Einstand. In der Saison 2004 war Årst mit elf Toren Tromsøs bester Torschütze. In der Saison 2005 gewann er mit 16 Toren die Torjägerkrone in der Tippeligaen.
Im Juli 2007 wechselte Årst, als Kapitän des Tromsø IL, innerhalb der Tippeligaen zum IK Start nach Kristiansand. Er unterschrieb einen 3½-Jahresvertrag. Sein erstes Tor erzielte er gegen seine Ex-Club aus Tromsø. Am Ende der Saison stieg Årst mit seinem neuen Club als Tabellen-Dreizehnter in die Adeccoligaen ab.
Von Januar 2012 bis 2013 spielte Årst erneut für Tromsø IL und beendete dort 2013 seine Karriere als Spieler.

### Nationalmannschaft
Årst spielt seit 2000 in der norwegischen Fußballnationalmannschaft. Er absolvierte insgesamt 22 Spiele und erzielte dabei zwei Tore. Seine Premiere gab er am 31. Januar 2000 im Spiel gegen Island.
In der Qualifikation zur WM 2006 absolvierte er vier Einsätze. In der Gruppenphase spielte er in den Partien gegen Slowenien und Schottland. Bei der 1:2-Heimniederlage gegen Schottland erzielte er sein erstes Länderspieltor. Norwegen belegte nach der Gruppenphase den zweiten Platz und musste zwei Relegationsspiele gegen Tschechien bestreiten. Er spielte in beiden Partien. Norwegen verlor beide Partien 0:1.
Sein zweites Länderspieltor erzielte Årst bei der 1:2 Niederlagen im Freundschaftsspiel gegen Mexico in San Francisco.
Während der Qualifikation zur EM 2008 kam er nur zu einem Einsatz. Im Auswärtsspiel gegen Griechenland wurde er in der 85. Minute für Anders Rambekk eingewechselt.

## Erfolge
- Norwegischer Pokalsieger: 1996
- Torschützenkönig der belgischen Premier League: 2000
- Torschützenkönig der norwegischen Tippeligaen: 2005
- Kniksenprisen: Stürmer des Jahres 2005